# Martin Raubal

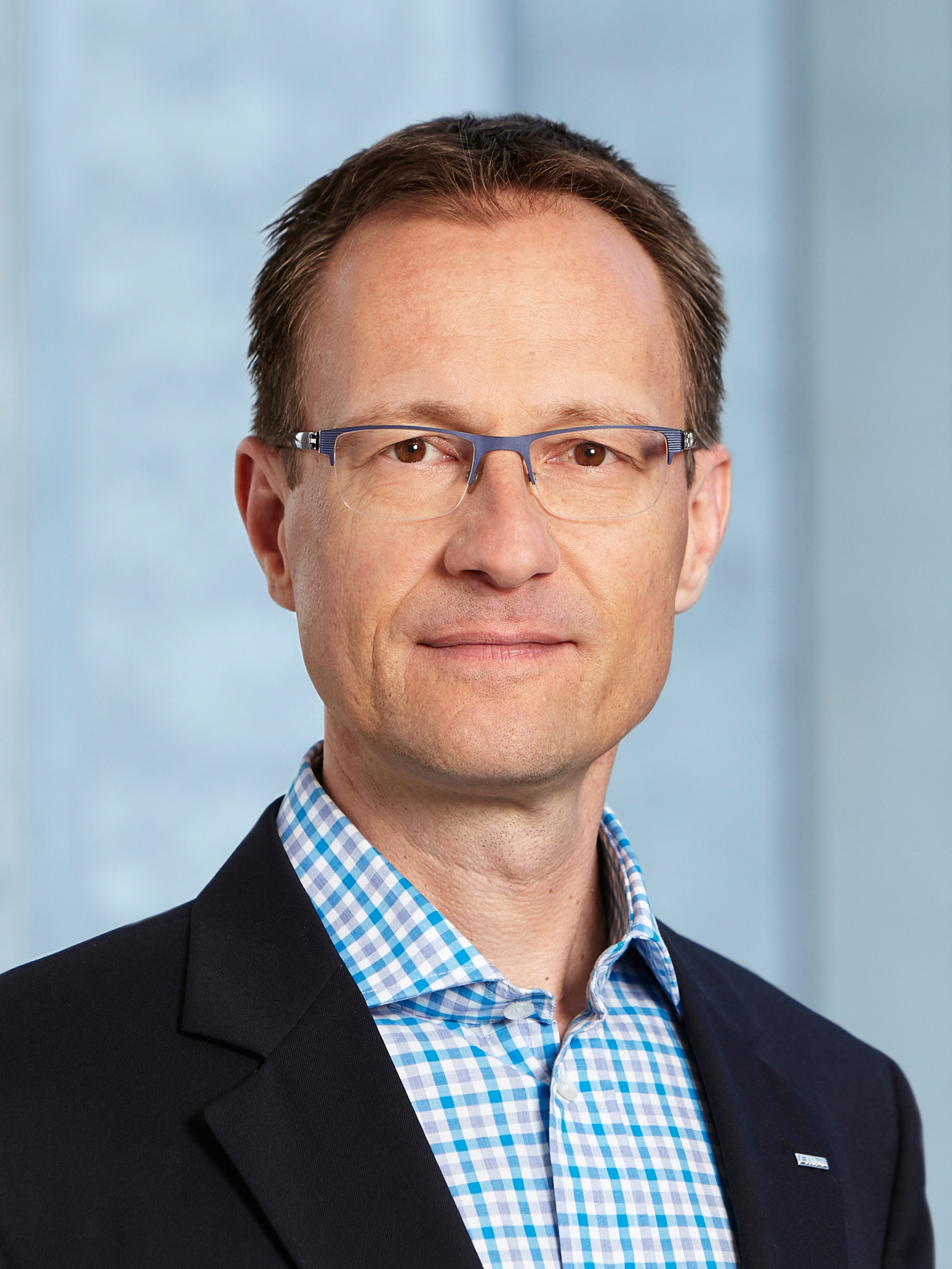
Martin Raubal (2017)

Martin M. Raubal (* 11. September 1968 in Wien) ist ein österreichischer Hochschuldozent für Geoinformations-Engineering an der ETH Zürich.

## Leben
Martin Raubal schloss sein Doktorat in Geoinformation an der TU Wien 2001 mit Auszeichnung ab. Im Weiteren erlangte er einen M.S. in Spatial Information Science and Engineering von der University of Maine und einen Dipl.-Ing. in Vermessungswesen der TU Wien. Vor seiner Berufung an die ETH war Martin Raubal Associate Professor und Vice-Chair am Department of Geography an der University of California, Santa Barbara.
Neben seiner Tätigkeit als ordentlicher Professor für Geoinformations-Engineering an der ETH ist Raubal stellvertretender Leiter des Instituts für Kartografie und Geoinformation der ETH, Mitglied des Lenkungsausschusses des «Center for Sustainable Future Mobility» der ETH Zürich und Mitglied des Future Resilient Systems Management Committee des Singapore-ETH Centre.
Seine Forschungsinteressen liegen in räumlicher Entscheidungsfindung mit einem Schwerpunkt auf mobilen Geoinformationssystemen (GIS) und standortbezogenen Diensten. Dabei werden einerseits räumlich-zeitliche Aspekte der menschlichen Mobilität analysiert, andererseits wird mit Methoden, wie beispielsweise mobiles Eye-Tracking, die visuelle Aufmerksamkeit bei der Interaktion mit Geoinformationen in räumlichen Entscheidungssituationen untersucht. Anwendungsbereiche dieser Forschung gibt es in den Gebieten Transport, Energie und Luftfahrt.
Seine Forschung im Mobility Information Engineering Lab beschäftigt sich mit der Methodenentwicklung für die Analyse diverser raumzeitlicher Aspekte der Mobilität. Zum Beispiel die Frage, wann und wo sich die Menschen bewegen, und mit welchen Fortbewegungsmitteln. Das hilft einerseits den Status quo des Mobilitätsverhaltens zu evaluieren und in etwa die Umweltbelastung in Form von CO2-Abgasen zu berechnen. Andererseits können energieeffizientere Fortbewegungsvarianten berechnet und diese den Menschen mittels Apps vorgeschlagen werden.
Martin Raubal ist verheiratet und hat zwei Kinder.